# Phyllonorycter populialbae
Phyllonorycter populialbae là một loài bướm đêm thuộc họ Gracillariidae. Nó được tìm thấy ở Kavkaz.
Ấu trùng ăn Populus alba. Chúng có thể ăn lá nơi chúng làm tổ.